# X: The Man with the X-ray Eyes
X: The Man with the X-ray Eyes is een Amerikaanse sciencefictionfilm uit 1963 onder regie van Roger Corman.

## Verhaal
De wetenschapper James Xavier vindt een middel uit dat hem in staat stelt om door dingen heen te kijken. Omdat hij geen vertrouwen heeft in proeven met vrijwilligers, test hij het serum uit op zichzelf.
In het begin zijn de effecten nog vrij onschuldig: hij kan door kleding heen kijken, wat hij nog wel vermakelijk vindt als hij vrouwen 'begluurt' tijdens een feestje. Langzamerhand echter wordt het effect sterker: hij kan door huid en weefsel kijken, wat er toe leidt dat hij mensen niet meer normaal kan aankijken. Ook kan hij zich niet voor beelden afsluiten door zijn ogen dicht te doen, omdat hij door zijn eigen oogleden blijft kijken. Uiteindelijk drijft zijn 'gave' hem tot waanzin. In de laatste scenes komt hij bij een bijeenkomst van een evangelische prediker terecht, die vertelt over de passage: “En indien uw oog u tot zonde zou verleiden, ruk het uit. Het is beter, dat gij met één oog het Koninkrijk Gods binnengaat, dan dat gij met twee ogen in de hel geworpen wordt” (Marcus 9:47, 48). Daarop rukt James eigenhandig zijn beide ogen uit.

## Rolverdeling
| Acteur             | Personage          |
| ------------------ | ------------------ |
| Ray Milland        | Dr. James Xavier   |
| Diana van der Vlis | Dr. Diane Fairfax  |
| Harold J. Stone    | Dr. Sam Brant      |
| John Hoyt          | Dr. Willard Benson |
| Don Rickles        | Crane              |